# Sućuraj
 (août 2024).
Sućuraj est un village et une municipalité située sur l'île de Hvar, dans le comitat de Split-Dalmatie, en Croatie. Au recensement de 2001, la municipalité comptait 492 habitants, dont 96,54 % de Croates et le village seul comptait 387 habitants.
Située sur la pointe orientale de l'île de Hvar, le village de Sucuraj est situé entre les monts du Biokovo, la péninsule de Peljesac et la mer Adriatique. Les premiers documents sur Sucuraj datent du XIVe siècle et ont été conservés jusqu'à aujourd'hui.
La Sucuraj ancienne est mentionnée dans l’Iliade d'Homère, dans laquelle Sucuraj (appelée Kila) est le lieu où selon la mythologie grecque Agamemnon « avait jeté une malédiction sur l'adversaire ».
Sur le territoire actuel de Sucuraj ont eu lieu des découvertes archéologiques. Ils parlent de l'existence de deux villes limitrophes qui ont été submergées dans un tremblement de terre, et dont les restes sont encore aujourd'hui visibles dans la mer.
Pendant des siècles, Sucuraj a été habitée et sa population était formée d'Illyriens, de Romains, de Slaves, de Vénitiens et de Français. L'âge d'or de la cité est le XVIIe siècle, dont date la forteresse vénitienne construite pour la défense contre les envahisseurs. 
Dernièrement, Sucuraj s'est développée en un petit village qui obtient en 1975 le statut de monument culturel. Elle a en effet conservé une série d'aspects architecturaux du passé.
L'église de saint Ante Padovanski, de style baroque, avec ajout d’éléments gothiques, représente aujourd'hui un des monuments les plus célèbres du patrimoine culturel sacré de Sucuraj. D'autres monuments culturels sont le monastère de saint Agustin et l'église de saint Juraj. La construction de cette dernière débuta au XIIIe siècle pour s’achever aux XVe et XVIe siècles.
L'activité touristique et hôtelière commença à se développer à Sucuraj vers le milieu des années 1960. Les habitants de Sucuraj conservent encore aujourd'hui les travaux traditionnels, liés à la terre et la mer.
Des restaurants à Sucuraj proposent des spécialités locales telles que le poisson. 
La baie Perna, située à 1,5 km du cœur du village et la baie Mlaska, située à 3 km à l'est sont les uniques baies de l'Adriatique qui possèdent du sable fin.
Les diverses activités sont la pêche de jour ou de nuit, le cyclisme, la navigation en voilier, les activités sous-marine, etc. En été, l’événement majeur est la fête populaire « Ribarska noc » (la Nuit de la pêche).
Sucuraj est située à proximité de Medugorje, Dubrovnik (Raguse), l'île de Korcula et la péninsule de Peljesac.
Source : www.hvarinfo.com

## Localités
La municipalité de Sućuraj compte trois localités : 
- Bogomolje ;
- Selca kod Bogomolja ;
- Sućuraj.